# Kéksapkás amazon
A kéksapkás amazon (Amazona finschi) a madarak osztályának papagájalakúak (Psittaciformes) rendjébe és a papagájfélék (Psittacidae) családjába és az araformák (Arinae) alcsaládjába tartozó faj.
Tudományos nevét Otto Finsch német természettudósról kapta.

## Előfordulása
Mexikó nyugati részén honos.

## Megjelenése
Testhossza 30-35 centiméter, testtömeg 220-330 gramm. 
|  |